# Muzeum Historii Przemysłu w Opatówku
Muzeum Historii Przemysłu w Opatówku (MHPO) – muzeum historii techniki w Opatówku, założone 1 stycznia 1981, otwarte w 1991, wpisane do Państwowego Rejestru Muzeów (nr 45) w 1998; dokumentuje historię kalisko-mazowieckiego okręgu przemysłowego. 

## Siedziba
Muzeum mieści się w zabytkowej fabryce Adolfa Fiedlera wzniesionej w latach 1824–1826, jedynym zachowanym w Europie budowlanym kompleksie przemysłowym z I poł. XIX wieku, w którym można prześledzić wszystkie fazy produkcji – od surowca do produktu finalnego, jak też rozwiązania stosowane ówcześnie w architekturze przemysłowej. W gmachu zachowała się pięciokondygnacyjna drewniana konstrukcja hal fabrycznych, żeliwna klatka schodowa, klasycystyczny wystrój murów zewnętrznych i budynki pomocnicze. 

## Zbiory
W muzeum znajduje się 12 tysięcy eksponatów dotyczących rozwoju europejskiego przemysłu: maszyny parowe, krosna, maszyny drukarskie, przędzalnicze, szwalnicze, hafciarskie, koronkarskie, formy do odlewania wyrobów ceramicznych, przyrządy laboratoryjne czy maszyny biurowe i urządzenia gospodarstwa domowego.
Muzeum gromadzi eksponaty związane głównie z Kalisko-Ostrowskim Okręgiem Przemysłowym i przemysłem włókienniczym (sukna, jedwabie, dzianiny), koronkarskim, białoskórniczym, metalowym, budowy maszyn, chemicznym i spożywczym. Wśród eksponatów są katalogi, dokumenty dotyczące techniki, technologii i ikonografii, książki techniczne, plany i opisy maszyn, charakteryzujące krajowy przemysł w XIX i XX w.
Osobnym rodzajem eksponatów jest kolekcja żakardowych projektów z przełomu XIX i XX wieku, kolekcja koronek i haftów, zabytkowych i współczesnych tkanin oraz kolekcja zabytkowych paramentów, w tym ornat i stuła papieża Jana Pawła II z 1997.
Mimo technicznego charakteru zbiorów najliczniejszą kolekcję stanowi największa kolekcja polskich fortepianów i pianin (ponad 60) wyprodukowanych w latach 1820–1939 w fabrykach instrumentów muzycznych w Kaliszu, Warszawie, Radomiu, Łodzi, Krakowie i Królewcu. Muzeum dysponuje również bogatą biblioteką, zawierającą literaturę związaną z tematyką muzeum.  
W latach 1992–2003 przewodniczącym Rady Muzeum był prof. Janusz Szosland. Placówka zdobyła nagrodę zespołową I stopnia za rok 1992 w ogólnopolskim konkursie Ministerstwa Kultury i Sztuki "Na najciekawsze wydarzenie muzealne" za wystawy: "XIX-wieczne napędy, wynalazcy i maszyny" oraz "Zabytkowe maszyny, bonaterie, projekty mody".
W 2025 nuzeum otrzymało Nagrodę Główną Grand Prix Izabella 2024 w kategorii opieka nad dziedzictwem kultury, konserwacje za „Przebudowę i zmianę sposobu użytkowania zabytkowego skrzydła zachodniego dawnej Fabryki Fiedlerów w Opatówku z przeznaczeniem na cele muzealne”.